# Ваганов, Геннадий Викторович
Геннадий Викторович Ваганов (род. 25 ноября 1936 года, Дуван) — советский лыжник, призёр Олимпийских игр и чемпионата мира. Мастер спорта СССР международного класса (1965), заслуженный мастер спорта (1960), заслуженный тренер России по лыжным видам спорта (1993). Выдающийся спортсмен Республики Башкортостан (1994).

## Карьера
На Олимпийских играх 1960 года в Скво-Вэлли завоевал бронзовую медаль в эстафете; кроме того, дважды останавливался в шаге от пьедестала, став 4-м в гонках на 15 и 30 км; был также 7-м в гонке на 50 км.
На Олимпийских играх 1964 года в Инсбруке, вновь завоевал бронзу в эстафете, а также занял 14-е место в гонке на 15 км и 19-е место в гонке на 30 км.
На чемпионате мира-1962 в Закопане завоевал бронзовую медаль в эстафете, а также был 9-м в гонке на 15 км и 10-м в гонке на 50 км.
На чемпионатах СССР побеждал 8 раз, 3 раза в гонках на 15 км и 5 раз в эстафетах.
После завершения спортивной карьеры работал тренером по лыжным гонкам, является заслуженным тренером России.

## Награды
- Орден «Знак Почёта» (16.09.1960) — за успешные выступления в XVII летних и VIII зимних Олимпийских играх 1960 года, а также за выдающиеся спортивные достижения[1]